# Oxychirus calcaratus
Oxychirus calcaratus är en skalbaggsart som beskrevs av Ohaus 1913. Oxychirus calcaratus ingår i släktet Oxychirus och familjen Melolonthidae. Inga underarter finns listade i Catalogue of Life.